# Manuel Regueiro
Manuel Regueiro (Pontevedra, 21 dicembre 1968) è un attore e cantante spagnolo, noto per aver interpretato il ruolo del Colonnello Arturo Valverde nella soap Una vita (Acacias 38), per quello di Ignacio Solozábal nella soap Il segreto (El secreto de Puente Viejo) e per quello di Alonso de Luján nella soap La promessa (La promesa).

## Biografia
Manuel Regueiro è nato il 21 dicembre 1968 a Pontevedra, nella comunità della Galizia (Spagna), e oltre alla recitazione si occupa anche di canto e di teatro.

## Carriera
Manuel Regueiro dal 1993 al 1997 ha studiato interpretazione presso la scuola d'arte drammatica, presso il palazzo dei Festival di Santander. Nel 1998 ha seguito un corso di interpretazione, canto ed espressione corporale presso la compagnia del teatro di danza di Madrid. Nel 1991 ha seguito un corso di voce e interpretazione per il doppiaggio di film, tenuto presso la scuola reale d'arte drammatica di Madrid.
Nel 2000 ha seguito un corso di doppiaggio tenuto presso la J.D, scuola professionale di doppiaggio attori con Javier Dotú. Nel 2002 ha seguito un corso di interpretazione audiovisiva con Jaime Chavarri. Nel 2006 ha seguito il Workshop di formazione continua audiovisiva con Iñaki Aierra. Nello stesso anno ha seguito un corso di formazione per professionisti con Juan Carlos Corazza.
Nel corso della sua carriera ha recitato in vari film come nel 1999 in Leo, nel 2000 in Terca vida, nel 2002 in Natale sul Nilo (Navidad en el Nilo), nel 2007 in Aguasaltas.com - Un villaggio nella rete (Dot.com.), nel 2011 in La olimpo company e nel 2023 in Fenómenas - Indagini occulte (Fenómenas). Oltre ad aver recitato in film, ha preso parte anche a varie serie televisive come nel 2000 in Raquel busca su sitio, nel 2000 e nel 2007 in El comisario, nel 2001 in Abogados, in Al salir de clase e in Esencia de poder, dal 2002 al 2004 in Rias Baixas, nel 2004 in Ana y los 7, in Hospital Central e in La sopa boda, nel 2004 e nel 2005 in El pasado es mañana, nel 2006 e nel 2007 in Arrayán, nel 2008 in 700 euros una historia de amor, in La tira, in El porvenir es largo, in Hermanos y detectives, in Cazadores de hombres e in Herederos, nel 2008 e nel 2009 in Hablan, kantan, mienten, nel 2009 in Reliquias, in Supercharly, in Última hora e in O Nordés, nel 2010 in Ángel o demonio e in Fisica o chimica (Física o Química), nel 2011 in Los 33 de atacama e in Mario conde los días de Gloria e in Hispania, la leyenda, nel 2012 in Maltalobos, in Cuentame un cuento, in Cuore ribelle (Bandolera) e in Cuéntame cómo pasó, dal 2013 al 2016 in O faro, cruce de camiños, nel 2014 in Ciega a citas, ne Il sospetto (Bajo sospecha) e ne Il tempo del coraggio e dell'amore (El tiempo entre costuras), nel 2016 in El final del camino, in Serramoura e in Lobos e Cordeiros, nel 2022 in Una vita da riavvolgere (Si lo hubiera sabido) e in Madri - Una vita d'amore (Madres. Amor y vida), mentre nel 2011 ha recitato nella miniserie La memoria del agua. Oltre alle serie televisive, ha recitato anche in soap opere come nel 2006 in Amare per sempre (Amar en tiempos revueltos), dal 2016 al 2018 in Una vita (Acacias 38), nel 2019 e nel 2020 ne Il segreto (El secreto de Puente Viejo), nel 2021 in Un altro domani (Dos vidas) e dal 2023 ne La promessa (La promesa). Ha recitato anche in film televisivi come nel 2001 in Cota roja e nel 2010 in Eduardo Barreiros o Henry Ford Español, ed ha anche recitato in cortometraggi come nel 2012 in 20% e nel 2015 in Vainilla.

## Filmografia

### Cinema
- Leo, regia di José Luis Borau (1999)
- Terca vida, regia di Fernando Huertas (2000)
- Natale sul Nilo (Navidad en el Nilo), regia di Neri Parenti (2002)
- Aguasaltas.com - Un villaggio nella rete (Dot.com.), regia di Luis Galvao Teles (2007)
- La olimpo company, regia di Javier de Juan (2011)
- Fenómenas - Indagini occulte (Fenómenas), regia di Carlos Therón (2023)

### Televisione
- Raquel busca su sitio – serie TV, 1 episodio (2000)
- El comisario – serie TV (2000, 2007)
- Abogados – serie TV (2001)
- Al salir de clase – serie TV, 9 episodi (2001)
- Esencia de poder – serie TV (2001)
- Cota roja, regia di Jordi Frades – film TV (2001)
- Rias Baixas – serie TV, 2 episodi (2002-2004)
- Ana y los 7 – serie TV, 1 episodio (2004)
- Hospital Central – serie TV, 2 episodi (2004)
- La sopa boda – serie TV, 3 episodi (2004)
- El pasado es mañana – serie TV, 7 episodi (2004-2005)
- Amare per sempre (Amar en tiempos revueltos) – soap opera, 8 episodi (2006)
- Arrayán – serie TV (2006-2007)
- 700 euros una historia de amor – serie TV, 9 episodi (2008)
- La tira – serie TV (2008)
- El porvenir es largo – serie TV, 3 episodi (2008)
- Hermanos y detectives – serie TV, 1 episodio (2008)
- Cazadores de hombres – serie TV, 2 episodi (2008)
- Herederos – serie TV, 2 episodi (2008)
- Hablan, kantan, mienten – serie TV, 38 episodi (2008-2009)
- Reliquias – serie TV (2009)
- Supercharly – serie TV (2009)
- Última hora – serie TV (2009)
- O Nordés – serie TV, 11 episodi (2009)
- Eduardo Barreiros o Henry Ford Español, regia di Simón Casal – film TV (2010)
- Ángel o demonio – serie TV, 1 episodio (2010)
- Fisica o chimica (Física o Química) – serie TV, 1 episodio (2010)
- Los 33 de atacama – serie TV (2011)
- Mario conde los días de Gloria – serie TV, 3 episodi (2011)
- Hispania, la leyenda – serie TV, 3 episodi (2011)
- La memoria del agua – miniserie TV, 2 episodi (2011)
- Maltalobos – serie TV, 13 episodi (2012)
- Cuentame un cuento – serie TV, episodio La Bella y la Bestia (2012)
- Cuore ribelle (Bandolera) – serie TV, 2 episodi (2012)
- Cuéntame cómo pasó – serie TV, 1 episodio (2012)
- O faro, cruce de camiños – serie TV, 244 episodi (2013-2016)
- Ciega a citas – serie TV, 3 episodi (2014)
- Il sospetto (Bajo sospecha) – serie TV, 3 episodi (2014)
- Il tempo del coraggio e dell'amore (El tiempo entre costuras) – serie TV, 1 episodio (2014)
- El final del camino – serie TV, 1 episodio (2016)
- Serramoura – serie TV, 6 episodi (2016)
- Una vita (Acacias 38) – soap opera, 416 episodi (2016-2018)
- Lobos e Cordeiros – serie TV (2016)
- Il segreto (El secreto de Puente Viejo) – soap opera, 164 episodi (2019-2020)
- Un altro domani (Dos vidas) – soap opera, 5 episodi (2021)
- Una vita da riavvolgere (Si lo hubiera sabido) – serie TV (2022)
- Madri - Una vita d'amore (Madres. Amor y vida) – serie TV, 5 episodi (2022)
- La promessa (La promesa) – soap opera (dal 2023)

### Cortometraggi
- 20%, regia di Jacobo Bergareche (2012)
- Vainilla, regia di Juan Beiro (2015)

## Teatro
- El mercader de Venecia di William Shakespeare, diretto da Denis Rafter, con la compagnia Darek teatro (2010-2011)
- Sincronía (una comedia Amarga), diretto da Sandra Marchena, presso la sala Plot Point (2021)

## Doppiatori italiani
Nelle versioni in italiano dei suoi film e delle sue serie TV, Manuel Regueiro è stato doppiato da:
- Fabrizio Pucci[15] ne Il sospetto[16]
- Marco Balzarotti[17] in Una vita[18], ne La promessa[19]

## Riconoscimenti
- Premio Mestre Mateo
  - 2012: Vincitore per i film televisivi Eduardo Barreiros o Henry Ford Español
  - 2012: Vincitore per i film televisivi Eduardo Barreiros o Henry Ford Español al 45° WorldFest Festival Internazionale del Film Indipendente di Houston